# Senang
La Isla Senang (en inglés: Senang island; en chino: 安乐岛; en malayo: Pulau Senang) es una isla de coral de 81,7 hectáreas (0,81 km²), ubicada a alrededor de 13 kilómetros de la costa sur de Singapur. Junto con Pulau Pawai y Pulau Sudong, se utiliza como zona de entrenamiento militar para los ejercicios con fuego real. Pulau Senang es más conocida en la historia de Singapur como el lugar de un experimento que la uso como penal, y que fue cerrado después de sólo tres años, cuando una revuelta contra los guardias estalló en 1963, matando a tres agentes. Pulau Senang significa literalmente en malayo "isla de la facilidad".

## Historia
Pulau Senang fue usada como una cárcel donde los prisioneros eran autorizados a desplazarse libremente en la isla. Se pensaba que los detenidos podrían ser reformados por el trabajo manual.
El asentamiento comenzó el 18 de mayo de 1960, cuando 50 detenidos llegaron con el Superintendente Daniel Dutton. Durante los próximos tres años, el número de detenidos se elevó a 320, y había transformado a la isla en una solución atractiva.
Creyendo que a través del trabajo duro, los detenidos podrían ser reformados, Dutton quitó las armas a los guardias. El 12 de julio de 1963, un grupo de unos 70 a 90 detenidos se amotinaron y quemaron la mayor parte de los edificios. Ellos provocaron la muerte de Dutton y la de otros dos oficiales. 58 individuos fueron acusados de disturbios y por el asesinato de Dutton y los oficiales Arumugan Veerasingham y Tan Kok Hian.
Debido al gran número de acusados, un muelle especial tuvo que ser construido por ellos. El caso fue a juicio el 18 de noviembre y duró 64 días, algo sin precedentes. El 12 de marzo de 1964, el jurado de siete miembros, encontró a 18 de los acusados culpables de asesinato, a 18 culpables de los disturbios con armas mortales y 11 culpables solo del delito de disturbios. Los restantes 11 acusados fueron absueltos. Las personas declaradas culpables de asesinato fueron condenadas a muerte, mientras que los culpables de los disturbios con armas mortales fueron condenados a tres años de prisión y el resto a dos años de prisión.
La mayoría de los implicados en los disturbios eran miembros de sociedades secretas que fueron detenidos sin juicio y sin esperanza de salir de la isla. Como resultado de los disturbios, el experimento penal llegó a un final abrupto.

## Área reservada
Desde principios de 1980, la isla junto con Pulau Sudong y Pulau Pawai son administradas por las Fuerzas Armadas de Singapur para ser usadas en el entrenamiento militar y como zona de ejercicios. Al igual que con todas las demás instalaciones militares dentro del país, el vivir dentro de la zona de tiro está estrictamente prohibido a todos los civiles en todo momento del día y la noche.